# Cantó de Saint-Amand-les-Eaux-Marge esquerre
El cantó de Saint-Amand-les-Eaux-Marge esquerre és una divisió administrativa francesa, situada al departament del Nord i la regió dels Alts de França.

## Composició
El cantó de Saint-Amand-les-Eaux-Marge esquerre aplega les comunes següents :
- Bousignies
- Brillon
- Lecelles
- Maulde
- Millonfosse
- Nivelle
- Rosult
- Rumegies
- Saint-Amand-les-Eaux
- Sars-et-Rosières
- Thun-Saint-Amand

## Història
| Date d'elecció                        | Identitat       | Partit |
| ------------------------------------- | --------------- | ------ |
| 2001 - 2001                           | Marie-Rose Caby | UPN    |
| 2008-                                 | Eric Renaud     | PCF    |
| Les dades anteriors no són conegudes. |                 |        |
|                                       |                 |        |

## Demografia
| 1962 | 1968 | 1975 | 1982 | 1990 | 1999   | 2006   |
| ---- | ---- | ---- | ---- | ---- | ------ | ------ |
| -    | -    | -    | -    | -    | 18.931 | 19.495 |